# Forces of Victory
| 전문가 평가                       | 전문가 평가 |
| 평가 점수                         | 평가 점수   |
| 출처                              | 점수        |
| --------------------------------- | ----------- |
| AllMusic                          | [ 1 ]       |
| Christgau's Record Guide          | A−          |
| The Encyclopedia of Popular Music | [ 3 ]       |
| The Rolling Stone Album Guide     | [ 4 ]       |
| Spin Alternative Record Guide     | 9/10        |

《Forces of Victory》는 덥 시인 린턴 퀘시 존슨의 첫 솔로 정규 음반이다. 1979년 아일랜드 레코드를 통해 발매되었으며 영국 음반 차트에서 66위를 기록하였다.

## 제작
《Forces of Victory》는 린턴 퀘시 존슨과 데니스 "블랙베어드" 보벨이 프로듀싱하였다. 보벨과 로이드 "자 버니" 도널드슨, 웹스터 존슨은 마툼비의 멤버이다.

## 반응
데이비드 보위는 2003년 배너티 페어와의 인터뷰에서 선정한 가장 좋아하는 음반 25장에 《Forces of Victory》를 포함시키며 존슨이 "대중음악에서 찾아볼 수 있는 가장 감동적인 시를 쓴다"라고 극찬했다.

## 트랙 리스트
모든 곡은 린턴 퀘시 존슨이 작사하였다.
1. "Want Fi Goh Rave" – 4:20
2. "It Noh Funny" – 3:42
3. "Sonny's Lettah (Anti-Sus Poem)" – 3:50
4. "Independent Intavenshan" – 4:20
5. "Fite Dem Back" – 4:27
6. "Reality Poem" – 4:44
7. "Forces of Viktry" – 4:56
8. "Time Come" – 3:28

## 크레딧
- 린턴 퀘시 존슨 – 보컬
- 플로이드 로슨 (트랙 1, 5), 비비언 웨더스 (트랙 2–4, 6–7) – 베이스
- 로이드 "자 버니" 도널드슨 (트랙 1–4, 7), 윈스턴 "크랩" 커니프 (트랙 5–6, 8) – 드럼, 퍼커션
- 존 크피아예 – 리드 및 리듬 기타
- 줄리오 핀 – 하모니카
- 리코 – 트롬본
- 딕 커셀 – 플루겔호른
- 데니스 보벨, 웹스터 존슨 – 키보드, 피아노
- 에버럴드 "파리" 포레스트 – 퍼커션
- 데니스 보벨, 비비언 웨더스, 윈스턴 베넷 – 추가 목소리

기술
- 데니스 "블랙베어드" 보벨, 존 캐프리 – 엔지니어링
- 데니스 모리스 – 사진
- 제뷸런 디자인 – 디자인